# NGC 2739
NGC 2739 is een spiraalvormig sterrenstelsel in het sterrenbeeld Grote Beer. Het hemelobject werd op 18 februari 1855 ontdekt door de Ierse astronoom William Parsons.

## Synoniemen
- MCG 9-15-85
- ZWG 264.59
- KCPG 185A
- PGC 25530